# Ren-Chang Ching
Ren-Chang Ching, 秦仁昌, född 15 februari 1898 i Wujin, död 22 juli 1986 i Peking, var en kinesisk botaniker som var specialiserad på ormbunkar. Eftersom de flesta växter som samlats in i Kina exporterades till Väst studerade han och talade flytande engelska, latin och franska samt kunde läsa tyska och ryska för att kunna etablera kontakter och få tillbaka samlingarna till Kina.
1955 valdes han in i Kinesiska vetenskapsakademien. 
Auktorsnamnet Ching kan användas för Ren-Chang Ching i samband med ett vetenskapligt namn inom botaniken; se Wikipediaartiklar som länkar till auktorsnamnet.